# Dendrolycosa cruciata
Dendrolycosa cruciata är en spindelart som först beskrevs av Roewer 1955.  Dendrolycosa cruciata ingår i släktet Dendrolycosa och familjen vårdnätsspindlar. Inga underarter finns listade i Catalogue of Life.